# Richard Moketarinja
Richard Moketarinja, né à Hermannsburg (Australie) en 1916 et mort en 1983, est un peintre aborigène australien de la tribu des Aranda. 
Cet élève d'Albert Namatjira a développé un style d'aquarelle très personnel. Bien que peignant des paysages dans le style occidental de l'école de Hermannsburg, Moketarinja à parfois peint des cérémonies traditionnelles où sont représentés des objets et des motifs sacrés. Sa femme Gloria Moketarinja (née Emitja) est considérée comme la première femme Aranda ayant pratiqué la peinture.